# Pieksämäki
Pieksämäki (Finsk udtale: [ˈPie̞̯ks̠æˌmæki]) er en by og kommune i Finland . Det ligger ved søen Pieksänjärvi, i Södra Savolax, ca. 75 kilometer nord for Mikkeli, øst for Jyväskylä og 95 km syd for Kuopio. Byen har en befolkning på 17.544 mennesker (31. juli 2020) og dækker et areal på 1.836, 22 km² heraf er 266.76 km² vand. Befolkningstætheden er 11,18 indb./km². Nabokommunerne er Hankasalmi, Joroinen, Juva, Kangasniemi, Leppävirta, Mikkeli, Rautalampi og Suonenjoki.
Byen Pieksämäki blev dannet den 1. januar 2007 med sammenlægningen af kommunerne Pieksämäki og Pieksänmaa.
Pieksämäki jernbanestation er et vigtigt knudepunkt for det finske jernbanenet, og Savo Jernbanemuseum ligger i området.
Diaconia University of Applied Sciences har en campus i Pieksämäki.
Kommunen er ensproget finsk.